# 13 стульев
13 стульев (нем. 13 Stühle) — немецкий чёрно-белый художественный фильм режиссёра E. W. Emo (настоящее имя Эмерих, Йозеф Войтек), снятый на венской киностудии Wien-Film по мотивам романа «12 стульев» Ильи Ильфа и Евгения Петрова. Тем не менее, их имён в титрах фильма нет. Сценарий был написан Э. В. Эмо совместно с Пером Швенценом. Ими также были позаимствованы наработки сценаристов польского фильма «Двенадцать стульев» 1933 года. Премьера фильма состоялась 16 сентября 1938 года в Дрездене, 20 сентября в Вене и 18 октября в Берлине.

## Сюжет
Владелец парикмахерской Феликс Рабе (Хайнц Рюман) едет в Вену, чтобы получить наследство своей умершей родственницы, тёти Барбары. Однако на месте выясняется, что тётя завещала ему только 13 стульев. Чтобы купить обратный билет, главный герой вынужден продать полученное наследство старьёвщику Алоису Хофбауэру (Ханс Мозер). Вернувшись ночью в дом покойной тёти, он обнаруживает письмо, согласно которому всё состояние, оцениваемое в 100 000 марок, было зашито в один из стульев.
Поскольку тем временем все 13 стульев были проданы различным клиентам, Феликс обещает Хофбауэру сначала десять, затем двадцать, а потом и ещё больше процентов состояния, если тот поможет ему вернуть стулья. Охота за стульями начинается. Бурные поиски идут в домах людей, принадлежащих к различным слоям общества. Раз за разом герои находят стулья, но те оказываются пустыми. Последний стул, который действительно содержит деньги, находится в сиротском приюте. Но, как выясняется, деньги уже были найдены, и старшая сестра приюта приняла деньги за чьё-то благородное пожертвование. Рабе и Хофбауэр обнаруживают, что остались ни с чем, однако вскоре, благодаря открытому Рабе средству для роста волос, оба богатеют.

## В ролях
- Хайнц Рюман — Феликс Рабе
- Ханс Мозер — Алоис Хофбауер
- Анни Розар — Каролине
- Инге Лист — Лили Вальтер
- Хедвиг Бляйбтрой (родственница Морица Бляйбтроя) — старшая сестра сиротского приюта
- Клементия Эгис — подруга Лили
- Карл Скрауп — владелец мебельной лавки
- Рудольф Карл — портье
- Ричард Юбнер — Оскар
- Альфред Нейгебауэр — Эберхардт
- Вильгельм Ших — аукционист